# Stan Lazaridis
Stan Lazaridis, all'anagrafe Stanley Lazaridis (Perth, 16 agosto 1972), è un ex calciatore australiano, difensore o centrocampista sinistro.
I suoi genitori sono originari della Macedonia, regione greca.

## Carriera

### Club
Ha iniziato la carriera professionistica nel West Adelaide, ma nel 1995 è stato comprato dal West Ham per 300.000 sterline. In quattro stagioni ha messo a referto solo 87 presenze tra campionato e coppe. Nel 1999 è stato ceduto al Birmingham, squadra con cui ha guadagnato la promozione in Premiership nel 2003. Nel 2006, dopo ben 222 partite giocate col Birmingham, ha optato per trasferirsi nella squadra della sua città, il Perth Glory.
Nel gennaio del 2007 è stato trovato positivo ad un test antidoping.

### Nazionale
In Nazionale ha esordito nel 1993, a 21 anni. Nel 2006 è stato tra i convocati australiani per i Mondiali in Germania, ma non è mai sceso in campo. Nello stesso anno ha lasciato la Nazionale: 60 presenze in totale per lui.